# Огарёвские Выселки
Огарёвские Вы́селки — посёлок в Сасовском районе Рязанской области России.
Входит в состав Глядковского сельского поселения.

## География
Посёлок находился в северной части Сасовского района, в 20 км к северу от райцентра на реке Ежачке.

## Природа

#### Климат
Климат умеренно континентальный с умеренно жарким летом (средняя температура июля +19 °С) и относительно холодной зимой (средняя температура января −11 °С). Осадков выпадает около 600 мм в год.

## История
До 2004 г. входило в Огарёво-Почковский сельский округ.

## Население
| 1981 | 2010 |
| ---- | ---- |
| 30   | ↘0   |

## Известные уроженцы
- Беглов Валентин Алексеевич — Герой Советского Союза.